# Sant Salvador de Canomals
Sant Salvador de Canomals (Mas de Saint-Sauveur en francès, Canamals en algunes grafies antigues, vegeu l'article corresponent) és una masia, i havia estat una església, al llogaret desaparegut de Canomals de la comuna rossellonesa de Bonpàs (Catalunya del Nord), a l'est del nucli principal del municipi. El poblet com a tal s'extingí ja a l'Edat Mitjana.

## Història
Canomals és esmentat per primera vegada al 981, i havia desaparegut el 1255. Sembla que la granja de Sant Salvador va ser fundada pels monjos cistercencs els anys 1206-1208 i es registra que el 1565 els cistercencs de Fontfreda cediren la granja a l'Hospital de Sant Joan de Perpinyà. La comunitat eclesiàstica d'aquest hospital arrendà el 1625 a un particular l'explotació de roja (Rubia tinctorum, una planta emprada pels tintorers) en terrenys de la finca.

## L'Església
L'església va ser consagrada el 1143 per Udalgar de Castellnou, bisbe d'Elna (Ordeig (1990)). El 1193, Pere de Torrelles i el seu germà Hug, amb l'aprovació del seu pare Radulf de Malpàs (Bonpàs, en l'actualitat), reconeixien tenir en feu per Santa Maria de Ripoll, i pel seu prior i capellà Benet i els seus successors, dues parts del delme de l'honor que Santa Maria tenia a la parròquia de Sant Salvador de Canomals:
| «                                                                                 | In Dei nomine. Notum sit cunctis quod ego Petrus de Turriliis et frater meus Ugo, cum voluntate nostri patri Radulfi de Malo Passu, recognoscimus quod nos et nostri successores tenemus per Deum et per ecclesiam Sancte marie Rivipollensis et per te Benedictum, priorem et elemosinarium illius loci, et per suos successores, ad fevodum, duas partes decime tocius honoris quem ecclesia Sancte Marie Rivipollensis habet et habere debet infra fines et terminos et in adjacentia Sancti Salvatoris de Canibus Malis | » |
| — Arxius Departamentals dels Pirineus Orientals 1B83, reproduït per Tréton (2010) | |   |

Posteriorment, al març del 1202, el bisbe d'Elna Guillem d'Hortafà (Capeille, 1905) donà l'església de Sant Salvador, juntament amb els seus delmes i primícies, al monestir de Fontfreda i al seu abat, Bernard. La donació no hauria estat plena, perquè el 1205, els capellans de Pià i Torrelles de la Salanca mantingueren un plet pels delmes, primícies i termes de Sancti Salvatoris de Canomals (Ordeig (1990) p. 189-190 en reprodueix l'extens text). Guillem d'Hortafà hauria cedit també els seus drets senyorials sobre l'església, al prior de Santa Maria de l'Espira de l'Aglí, Pere, el 1206 (Capeille, 1905). A començament del segle xx, Montsalvatje (1914) p. 310 parla de la capilla arruïnada de Sant Salvador i indica que és possessió del monestir de Santa Maria d'Espira de l'Aglí.
De la construcció romànica en queden només vestigis en algunes parets del mas actual.